# Pavos
Pavos är en ort i Mexiko.   Den ligger i kommunen Pánuco och delstaten Veracruz, i den sydöstra delen av landet, 290 km norr om huvudstaden Mexico City. Pavos ligger 15 meter över havet och antalet invånare är 132.
Terrängen runt Pavos är platt. Runt Pavos är det ganska glesbefolkat, med 32 invånare per kvadratkilometer. Närmaste större samhälle är Oviedo, 9,1 km norr om Pavos. Trakten runt Pavos består till största delen av jordbruksmark.